# Star Trek: Enterprise/Staffel 4
Die vierte Staffel schließt die US-amerikanische Fernsehserie Star Trek: Enterprise ab (in den ersten beiden Staffeln als Enterprise bezeichnet). Sie besteht aus 22 Episoden mit einer Länge von jeweils etwa 40 Minuten. Die Handlung spielt als Fortsetzung der dritten Staffel in den Jahren 2154 (mit einem Zeitsprung ins Jahr 1944) und 2155. Sie endet mit der Gründung der Föderation der Planeten im Jahr 2161 (aus der Sicht des Jahres 2370). Die US-Erstausstrahlung erfolgte beim Fernsehsender UPN von Oktober 2004 bis Mai 2005, die deutsche Erstausstrahlung bei Sat.1 von Februar bis Juli 2006. Die Staffel ist auf DVD und auf Blu-ray erhältlich.
Das Ende der Serie wurde während der Dreharbeiten zur Episode 19 „In a Mirror, Darkly, Part II“ („Die dunkle Seite des Spiegels – Teil 2“) am 3. Februar 2005 bekanntgegeben. Trotz heftiger Proteste der Fans und ihrer Versuche zur Finanzierung gab es keine weitere Staffel.

## Handlung

### Überblick
Während die dritte Staffel durchgehend die Suche nach der Xindi-Superwaffe, mit der die Erde zerstört werden sollte, behandelte und mit der Zerstörung dieser Waffe endete, umfasst die vierte Staffel verschiedene Erzählungen über jeweils mehrere Episoden. Neben inhaltlichen Verknüpfungen mit anderen Star-Trek-Serien wird vor allem die Einführung der „Obersten Direktive“ und die Gründung der Vereinten Föderation der Planeten vorbereitet, die in der letzten Episode vollzogen wird.

### Erzählstränge
Sturmfront (Folgen 1 und 2)Durch die Zerstörung der Xindi-Waffe wird die Zeitlinie gestört. Die Enterprise gerät in das Jahr 1944, wo die Nazis die USA besetzt haben und Widerstandskämpfer dagegen vorgehen. Mit der „Korrektur“ der Zeitlinie wird der „Temporale Kalte Krieg“ beendet.
Die Augments (Folgen 4 bis 6)Dr. Arik Soong betreibt illegale Genetikforschung und versucht, genetisch verbesserte Menschen, so genannte Augments, auszubrüten, deren genetisches Material noch aus der Zeit der eugenischen Kriege stammte. Mit ihrer Hilfe provoziert er kriegerische Auseinandersetzungen zwischen der Erde und den Klingonen. Die Enterprise soll dies verhindern. – Dr. Arik Soong ist ein Vorfahr von Dr. Noonien Soong, dem Schöpfer der Androiden Data und Lore aus Raumschiff Enterprise: Das nächste Jahrhundert, und wird wie Data und Dr. Noonien Soong von Brent Spiner dargestellt.
Vulkan (Folgen 7 bis 9)Auf die Botschaft der Erde auf Vulkan wird ein Bombenanschlag verübt. Bei der Aufklärung gerät die Enterprise zunächst in eine innervulkanische Auseinandersetzung über die reine Lehre von Surak und schließlich in ein militärisches Zusammentreffen zwischen Vulkaniern und Andorianern.
Angriff der Romulaner (Folgen 12 bis 14)Die Enterprise wird in eine Auseinandersetzung zwischen Andorianern und Tellariten gezogen. Diese wird durch ein einzelnes Schiff provoziert, das von den Romulanern ferngesteuert wird. Zur Beseitigung dieser Bedrohung schmiedet die Enterprise-Crew eine Allianz zwischen Andorianern, Tellariten und Vulkaniern.
Seuche bei den Klingonen (Folgen 15 und 16)Phlox wird (mit Unterstützung des Geheimdienstes der Sternenflotte) von den Klingonen entführt, um ein Heilmittel gegen eine Seuche in einer klingonischen Kolonie zu finden.
Paralleluniversum (Folgen 18 und 19)Diese Folgen beschreiben das Handeln der Enterprise im Spiegeluniversum. Im Gegensatz zum „normalen“ Star-Trek-Universum ist der Leitgedanke nicht die Gleichberechtigung der Völker, sondern die Ausübung von Macht.
Entstehung der Föderation (Folgen 20 bis 22)Die Verhandlungen über die engere Zusammenarbeit der Planeten werden durch die terroristische Gruppe „Terra Prime“ gestört, die alle fremden Völker von der Erde vertreiben will. Zum Abschluss der Serie wird (in einem Rückblick durch Commander Riker und Counselor Troi aus „Das nächste Jahrhundert“) die Charta der Föderation unterzeichnet.

### Episoden und Erstausstrahlung
| Nr. (ges.) | Nr. (St.) | Deutscher Titel                        | Originaltitel                | Erstausstrahlung USA | Deutschsprachige Erstausstrahlung (D) | Regie            | Drehbuch                                                       |
| --- | --------- | -------------------------------------- | ---------------------------- | -------------------- | ------------------------------------- | ---------------- | -------------------------------------------------------------- |
| 77 | 1         | Sturmfront – Teil 1                    | Storm Front                  | 8. Okt. 2004         | 12. Feb. 2006                         | Allan Kroeker    | Manny Coto                                                     |
| Den Nazis ist es gelungen, die Vereinigten Staaten teilweise zu erobern; 1944 halten sie die nordamerikanische Ostküste besetzt. Zu den Nazis in Amerika gehören auch einige Außerirdische, deren Anführer Vosk ist. Archer wird von einigen Widerstandskämpfern aus der Nazi-Gefangenschaft befreit und arbeitet in New York City mit ihnen zusammen. Mit ihrer Hilfe macht er einen der Nazi-Aliens ausfindig. Die Crew der im Erdorbit befindlichen Enterprise wird von Daniels aufgesucht, der sterbenskrank ist. Er berichtet, dass die von Vosk geführte Fraktion aus temporalen Agenten eine verdeckte Form des Zeitreisens erfunden hat und in der Zeit zurückgereist ist, wodurch die Zeitlinie verändert wurde. Um in seine Zeit zurückzukehren, lässt Vosk auf der Erde einen riesigen Apparat bauen. Dazu nimmt er die Hilfe der menschlichen Nazis in Anspruch und täuscht ihnen gegenüber vor, es handele sich dabei um eine Waffe, die den Nazis die arische Herrschaft sichere. Daniels fordert die Enterprise-Crew dazu auf, Vosk aufzuhalten, weil dies nur zu dieser Zeit möglich sei. Daniels' Bemühungen werden durch den ebenfalls plötzlich auf der Enterprise erschienenen Silik torpediert, der dazu mit einer gestohlenen Fähre nach New York flieht. Bei dessen Verfolgung werden Tucker und Mayweather von den Nazis gefangen genommen. Archer beamt auf der Flucht vor den Nazis auf die Enterprise zurück. |           |                                        |                              |                      |                                       |                  |                                                                |
| 78 | 2         | Sturmfront – Teil 2                    | Storm Front, Part II         | 15. Okt. 2004        | 19. Feb. 2006                         | Allan Kroeker    | Manny Coto                                                     |
| Die Enterprise-Crew findet heraus, dass die Zeitlinie ab 1916 einen abweichenden Verlauf nahm. In dem Jahr wurde Lenin durch einen Unbekannten ermordet; die Nazis sahen Russland in der Folge nicht als Bedrohung an, sodass sie ihren Eroberungsfeldzug auf den Westen konzentrierten und schließlich auch die US-Ostküste besetzten. Vosks Ziel mit der Zeitreisetechnologie ist es, seine Spezies zu perfektionieren, indem sie die Zeit beherrscht und so die Geschichte nach ihrem eigenen Willen formen kann. Daniels will Vosk aufhalten und schickte die Enterprise dafür zurück durch die Zeit. Silik überlistet Archer und gelangt so wieder auf die Enterprise, wo er gefangen genommen wird. Da auch er Vosk bekämpft, dringt Archer mit ihm zusammen, unterstützt durch die nordamerikanischen Widerstandskämpfer, in die Anlage ein, in der Vosk den Zeitreiseapparat bauen lässt, den er alsbald zu benutzen gedenkt. Silik wird dabei getötet. Unterstützt durch die Waffenhilfe der in die Erdatmosphäre geflogenen Enterprise kann Archer zur Zerstörung des Zeitreiseapparats beitragen. Dadurch werden Vosk und seine Begleiter getötet und der Temporale Kalte Krieg beendet, zudem wird die normale Zeitlinie wiederhergestellt und die Enterprise samt Crew zurück in ihre Ursprungszeit versetzt. In der Nähe der Erde wird die Enterprise von Dutzenden Erdraumschiffen empfangen. |           |                                        |                              |                      |                                       |                  |                                                                |
| 79 | 3         | Zuhause                                | Home                         | 22. Okt. 2004        | 26. Feb. 2006                         | Allan Kroeker    | Michael Sussman                                                |
| Die Enterprise-Crew wird anlässlich ihrer Rückkehr von der erfolgreichen Mission unter großem Beifall in San Francisco empfangen. Archer begegnet seiner Ex-Freundin Erica Hernandez, die gerade das Kommando über Columbia, das Schwesterschiff der Enterprise, übernommen hat, und unternimmt eine Klettertour mit ihr. In ihrer Gegenwart fühlt er sich an sein früheres Selbst erinnert und angesichts von Folterhandlungen und anderen ihm unangenehmen und in der Ausdehnung von ihm begangenen Taten ungerechtfertigt als Held verehrt. Durch ihren Zuspruch findet er seinen inneren Frieden wieder, und sie nehmen ihre Beziehung wieder auf. – Begleitet von Tucker besucht T’Pol ihr Zuhause und ihre Mutter auf Vulkan. Dort wird T’Pol alsbald von ihrem ehemaligen Verlobten Koss aufgesucht. Sie befolgt die vulkanischen Traditionen und heiratet ihn auf seinen Wunsch hin, damit ihre wegen der Zerstörung des Klosters P’Jem zum Rücktritt gezwungene Mutter in ihr Amt zurückkehren darf. Tucker, der T’Pol liebt, wohnt der Hochzeit dennoch bei. – Phlox sieht sich in einer Bar auf der Erde einer feindseligen Haltung von Menschen gegenüber Außerirdischen ausgesetzt und entscheidet sich deswegen gegen weitere Landgänge, die er ursprünglich unternehmen wollte. |           |                                        |                              |                      |                                       |                  |                                                                |
| 80 | 4         | Borderland (1)                         | Borderland (1)               | 29. Okt. 2004        | 5. März 2006                          | David Livingston | Ken LaZebnik                                                   |
| Im Borderland, einer von Kriminalität geprägten Region an der Grenze zum klingonischen Reich, entführen sogenannte Augments ein klingonisches Raumschiff. Die Augments sind Menschen, die einst vom Wissenschaftler Dr. Soong gentechnisch verändert und für die Kampfführung in den eugenischen Kriegen optimiert wurden. Archer nimmt die Hilfe des in menschlicher Gefangenschaft lebenden Soong in Anspruch, um die Augments zur Erde zurückzuholen und zu verhindern, dass es zu einem Krieg mit den auf Vergeltung drängenden Klingonen kommt. Raakin, der Anführer der Augments, wird von seinem gegen ihn opponierenden „Bruder“ Malik getötet. Mitglieder des Orion-Syndikats entführen neun Enterprise-Besatzungsmitglieder, um sie zu versklaven. Mit Soongs Hilfe holen Archer und seine Crew die Entführten auf die Enterprise zurück. Weil Soong bei der Befreiungsaktion zu fliehen versuchte, wird Archer klar, dass er die Entführungsaktion mitgeplant hatte. Wenig später befreien Malik und seine Gefolgsleute Soong von Bord der Enterprise. Der von ihnen als Vater und Erschaffer bewunderte Soong beabsichtigt, weitere Augment-Embryonen ausbrüten zu lassen und mit ihnen eine neue Welt aufzubauen. |           |                                        |                              |                      |                                       |                  |                                                                |
| 81 | 5         | Cold Station 12 (2)                    | Cold Station 12 (2)          | 5. Nov. 2004         | 12. März 2006                         | Mike Vejar       | Michael Bryant                                                 |
| Soong, Malik und die anderen Augments fliegen zur Cold Station 12, einer Raumstation, auf der sich Hunderte weiterer Augment-Embryonen befinden, die Soong ausbrüten lassen will. Von Dr. Lucas, dem Leiter des dortigen Forscherteams, und seinen Kollegen versuchen Soong und Malik – auch mittels Folter – die Codes zu erpressen, die den Zugang zu den Embryonen ermöglichen. Der Spur Soongs folgend ist die Enterprise zur Station gelangt und wird bei ihrer Ankunft durch Soongs Drohung, Geiseln zu ermorden, zur Umkehr gezwungen. In letzter Minute gelingt es einem von Archer – der das Ausbrüten der Embryonen verhindern will – geführten Außenteam, sich auf die Station zu beamen. Dort wird das Team alsbald von Soongs Gefolgschaft gefangen genommen. Malik opponiert wiederholt gegen Soong. Dieser bemächtigt sich der Embryonen, nachdem beide Lucas mit dessen Freund Phlox erpresst haben und an die Codes gelangt sind. Als sich Soong von der Station entfernt, wird das Außenteam durch Malik auf der Station eingesperrt und droht durch tödliche Erreger zu sterben, die in fünf Minuten freigesetzt werden. |           |                                        |                              |                      |                                       |                  |                                                                |
| 82 | 6         | Die Augments (3)                       | The Augments (3)             | 12. Nov. 2004        | 19. März 2006                         | LeVar Burton     | Michael Sussman                                                |
| Durch selbstlosen Einsatz verhindert Archer, dass das Außenteam und die Wissenschaftler auf der Cold Station 12 durch die Krankheitserreger sterben. Soong ist mit den Augments unterwegs zu zwei abgelegenen Planeten, um dort die Augment-Embryonen geschützt reifen zu lassen. Nachdem Malik erfahren hat, dass Soong das Genom der Embryonen ändert, um sie weniger aggressiv zu machen, sieht er die Natur der Augments gefährdet und übernimmt mit den anderen Augments das Kommando über ihr Raumschiff. Mit diesem fliegt er zu einem klingonischen Planeten, dessen Bevölkerung er mit aus Sternenflottenbeständen stammenden Toxinen töten will, um die Sternenflotte in einen Krieg gegen die Klingonen zu zwingen und davon abzulenken, die Augments gefangenzunehmen. Maliks Geliebte Persis, die mittlerweile gegen ihn opponiert, ermöglicht Soongs Flucht von Bord des Schiffes und wird deshalb von Malik getötet. In seiner Rettungskapsel durch die Enterprise-Crew aufgegriffen, kann Soong Archer davon überzeugen, ihm zu erlauben, der Crew beim Vereiteln von Maliks Plan zu helfen. Dies gelingt den Verbündeten in letzter Sekunde, ehe Malik, um seine Gefangennahme zu verhindern, die Selbstzerstörung seines Raumschiffs auslöst. Im selben Moment beamt er sich auf die Enterprise, um Soong zu töten, wird aber stattdessen von Archer erschossen. Soong setzt in Sternenflotten-Gefangenschaft seine Forschungen fort und will sich dabei auf künstliches Leben konzentrieren. |           |                                        |                              |                      |                                       |                  |                                                                |
| 83 | 7         | Der Anschlag (1)                       | The Forge (1)                | 19. Nov. 2004        | 26. März 2006                         | Michael Grossman | Judith und Garfield Reeves-Stevens                             |
| Bei einem Bombenanschlag auf die Botschaft der Erde auf Vulkan sterben 12 Vulkanier, Admiral Forrest, der dabei dem vulkanischen Botschafter Soval das Leben rettet, und 30 weitere Menschen. Das vulkanische Oberkommando verdächtigt die Syrranniten und ermittelt gleichzeitig mit Archer und dessen Crew. Die Syrranniten sind vulkanische Anhänger der wahren Lehre von Surak, einem vulkanischen Vordenker, der vor 1800 Jahren lebte. T’Pol wird von ihrem Ehemann Koss informiert, dass ihre Mutter, ebenfalls Syrrannitin, untergetaucht ist, um ihrer Verhaftung zu entgehen. Sie hat eine Spur hinterlassen, der T’Pol folgen soll. Weil die Spur wahrscheinlich auch zu T’Pau führt, der möglichen Attentäterin, beschreitet T’Pol mit Archer Suraks Pilgerpfad auf Vulkan. Unterwegs treffen sie den Vulkanier Arev, der Archer vor seinem blitzschlagbedingten Tod in einer Gedankenverschmelzung einen entscheidenden Hinweis auf den Aufenthaltsort der Syrranniten gibt, eine Höhle. Dort angelangt, werden Archer und T’Pol mit Waffen bedroht. – Auf der Enterprise haben Phlox und Tucker indes Beweise für eine mögliche Verschwörung in der vulkanischen Regierung gefunden. Weil Soval ihnen beim Erlangen dieser Beweise auch mit einer – im Übrigen als Beweismittel unzulässigen – Gedankenverschmelzung half, wird er vom Regierungschef V’Las beschuldigt, Schande über sein Volk gebracht zu haben. |           |                                        |                              |                      |                                       |                  |                                                                |
| 84 | 8         | Zeit des Erwachens (2)                 | Awakening (2)                | 26. Nov. 2004        | 2. Apr. 2006                          | Roxann Dawson    | André Bormanis                                                 |
| Archer und T’Pol finden sich in der Gewalt der Syrranniten wieder, zu denen T’Pols Mutter ihnen eine Spur hinterließ, und erfahren, dass Arev eigentlich Syrran hieß und Anführer der Syrranniten war. Kurz vor seinem Tod transferierte er Suraks Katra, d. h. dessen Geist, in Archer. Dadurch erscheint Archer Surak, der ihn dazu auffordert, die Vulkanier zurück auf den rechten Weg der Gewaltlosigkeit zu bringen und dazu ein Artefakt namens Kir’Shara zu suchen. Nachdem es gefunden ist, wird der Aufenthaltsort der Syrranniten in V’Las’ Auftrag bombardiert. Beim Bombardement stirbt T’Pols Mutter. Die Schuld für den Bombenanschlag auf die Botschaft der Erde auf Vulkan weist V’Las den Syrranniten zu, obwohl er selbst dafür verantwortlich ist. Da Soval dies herausgefunden hat und VLas ihn als Bedrohung empfindet, wird Soval von VLas seines Amtes enthoben. Soval unterstützt die Enterprise-Crew und enthüllt schließlich gegenüber Tucker, dass V’Las die Syrranniten vernichten will, weil sie als Pazifisten gegen jede Gewaltanwendung opponieren. V’Las plant aber in Kürze einen so genannten Präventivschlag gegen Andoria durchzuführen, angeblich weil er Vulkan durch eine auf Xindi-Technologie basierende, andorianische Waffe bedroht sieht. Da der „Präventivschlag“ auch eine Gefahr für die Erde darstellt, bricht Tucker mit der Enterprise nach Andoria auf, um ihn zu verhindern. |           |                                        |                              |                      |                                       |                  |                                                                |
| 85 | 9         | Kir’Shara (3)                          | Kir’Shara (3)                | 3. Dez. 2004         | 9. Apr. 2006                          | David Livingston | Michael Sussman                                                |
| Um die Andorianer von V’Las’ Angriffsabsichten zu unterrichten, suchen Tucker und Soval Shran auf. Der ist misstrauisch und hält eine List für möglich. Um sich der Wahrheit von Sovals Angaben über den Aufenthaltsort der vulkanischen Flotte zu versichern, entführt er diesen und foltert ihn. Unterdessen sind Archer, T’Pol und T’Pau unterwegs in die vulkanische Hauptstadt, um das Kir’Shara dorthin zu bringen. Dieses gilt seit langem als verschollen und enthält die einzigen Aufzeichnungen von Suraks wahren Lehren. Mit einer Gedankenverschmelzung heilt T’Pau T’Pols Pa’nar-Syndrom. Unterwegs werden sie von V’Las’ Anhängern überfallen, die T’Pol entführen. V’Las lässt vulkanische Schiffe die andorianische Flotte und die Enterprise angreifen. Archer und T’Pau gelingt es mit Koss’ Hilfe, bis in das Oberkommando vorzudringen. Vor anderen Regierungsvertretern enthüllen sie, dass V’Las der Bombenanschlag als Vorwand dazu diente, sicherzustellen, dass die Syrranniten das Kir’Shara nie finden. Daraufhin stellen sich die anderen Regierungsvertreter gegen V’Las, lassen den Angriff auf Andorianer und Enterprise abbrechen und V’Las aus seinem Amt entfernen. Ein Vulkanier übernimmt Suraks Katra von Archer. Da Koss weiß, dass T’Pol ihn nur geheiratet hat, um ihrer Mutter wieder zu ihrem Amt zu verhelfen, die nun nicht mehr lebt, löst er die Ehe auf. V’Las trifft sich schließlich mit einem Romulaner, in dessen Auftrag er bezüglich der Syrranniten und im Rahmen eines romulanischen Plans handelte, der die romulanisch-vulkanische Wiedervereinigung beinhaltet.                                        |           |                                        |                              |                      |                                       |                  |                                                                |
| 86 | 10        | Daedalus                               | Daedalus                     | 14. Jan. 2005        | 16. Apr. 2006                         | David Straiton   | Ken LaZebnik, Michael Bryant                                   |
| Der Wissenschaftler Emory Erickson, ein alter Freund der Familie Archer, kommt mit seiner Tochter Danica an Bord der Enterprise, vorgeblich für ein Experiment zum Testen seiner Erfindung, bei der es sich um das Beamen über besonders lange Distanz handelt. Alsbald findet die Crew aber heraus, dass das Experiment Emory nur als Vorwand zum Verschleiern seiner wahren Absicht dient, seinen vor 15 Jahren bei einem Beam-Experiment verlorenen Sohn Quinn zurückzuholen. Weil bei Emorys Versuchen auf der Enterprise auch ein Crewmitglied stirbt, ist vor allem Tucker nicht mit Archers Entscheidung einverstanden, Emory die nur noch jetzt bestehende Möglichkeit zu gewähren, seinen Sohn zurückzuholen. Zwar gelingt es schließlich, Quinn auf der Enterprise zu rematerialisieren, aber wegen Energiemangels beim Beamen und dadurch eingetretenen zellulären Verfalls stirbt er kurz darauf. – Phlox diagnostiziert, dass TPol nun nicht mehr am Panar-Syndrom leidet. |           |                                        |                              |                      |                                       |                  |                                                                |
| 87 | 11        | Beobachtungseffekt                     | Observer Effect              | 21. Jan. 2005        | 23. Apr. 2006                         | Mike Vejar       | Judith und Garfield Reeves-Stevens                             |
| Sato und Tucker sind von einer Außenmission auf einem Planeten zurückgekehrt und befinden sich, weil sie mit einem gefährlichen Erreger infiziert sind, in einer Dekontaminationskammer und unter Quarantäne. Es wird deutlich, dass die Körper von Reed und Mayweather von Vertretern einer körperlosen Spezies namens Organier bewohnt werden. Diese wollen die Reaktionen der Menschen auf das Unerwartete zu dem Zweck studieren, eines Tages mit den Menschen einen ersten Kontakt herzustellen. Vorübergehend werden auch Phlox, T’Pol und Archer durch die Wesen bewohnt. Nachdem sich Sato und Tucker, als menschliche Körper offensichtlich an den Erregern gestorben, als von den Organiern bewohnt zu erkennen gegeben haben, versucht Archer ihnen klarzumachen, dass es für das Erforschen der Menschen nicht ausreiche, diese lediglich zu beobachten, weil so nicht die viel wichtigere Notwendigkeit erkannt werde, Mitgefühl zu erfahren. Die Organier machen alle Auswirkungen des Erregers rückgängig und löschen Archers Gedächtnis. Damit andere Raumfahrer nicht ebenfalls infiziert werden, lässt Archer in der Nähe des Planeten eine Warnboje aussetzen. Reeds und Mayweathers Körper werden ein letztes Mal von den Organiern bewohnt, die nun einen zukünftigen ersten Kontakt für realistisch halten. |           |                                        |                              |                      |                                       |                  |                                                                |
| 88 | 12        | Babel (1)                              | Babel One (1)                | 28. Jan. 2005        | 30. Apr. 2006                         | David Straiton   | Michael Sussman, André Bormanis                                |
| Die Enterprise befördert einige Tellariten zu dem neutralen Planeten Babel, wo Botschafter der Erde einen lange währenden Streit zwischen Tellariten und Andorianern schlichten wollen. Der Kurs führt die Enterprise durch andorianisches Territorium. Darin rettet sie Shran und weitere 19 Besatzungsmitglieder, die von Shrans Raumschiff geflohen waren, ehe dieses mit über 60 weiteren Crewmitgliedern infolge von scheinbar tellaritischem Beschuss vernichtet wurde. Alsbald wird die Enterprise von einem scheinbar andorianischen Schiff beschossen, das schließlich flieht. T’Pol entdeckt Hinweise darauf, dass es sich um ein und denselben Angreifer handelt. Archer lässt ihn verfolgen und findet das Schiff, das offenbar über ein Tarnsystem verfügt, mit dem sich fremde Technologie simulieren lässt. Nachdem Reed und Tucker an Bord gebeamt sind, greift das ferngesteuerte Schiff die Enterprise an, die flieht. Die Enterprise-Crew kann nur vermuten, dass Romulaner das feindliche Schiff kontrollieren. – In dem Glauben, die Tellariten seien die wahren Angreifer, will Shran den tellaritischen Botschafter Gral ermorden. Zwar hält ihn Archer in letzter Sekunde davon ab, jedoch werden Gral und Shrans Geliebte Talas in der vorübergehend eskalierenden Situation verletzt. |           |                                        |                              |                      |                                       |                  |                                                                |
| 89 | 13        | Vereinigt (2)                          | United (2)                   | 4. Feb. 2005         | 7. Mai 2006                           | David Livingston | Judith und Garfield Reeves-Stevens; Idee: Manny Coto           |
| Das romulanische Raumschiff ist ein Prototyp, der ferngesteuert und im Auftrag der romulanischen Regierung getestet wird. Dazu simulieren die Romulaner mit dem Schiff die Enterprise und lassen es ein rigelianisches Schiff zerstören, wodurch von rigelianischer Seite Forderungen nach Archers Verhaftung laut werden. Tucker und Reed gelingt es unter Lebensgefahr und trotz romulanischen Widerstands, die Fernsteuerungsfunktion des prototypischen Schiffs vorübergehend außer Kraft zu setzen. Derweil versucht Archer auf der Enterprise, das Vertrauen der Andorianer und der Tellariten zu dem Zweck zu gewinnen, zusammen mit den Vulkaniern und den Menschen eine Allianz gegen die romulanische Bedrohung zu schmieden. Shran sagt seine Unterstützung zu, stellt die Allianz aber – getrieben von tiefer Rachsucht wegen des Todes seiner Crewkameraden und Talas, die ihren Verletzungen mittlerweile erlegen ist – wieder in Frage, indem er Gral zu einem Duell auf Leben und Tod herausfordert. Archer begibt sich als Stellvertreter Grals in den Kampf und schafft es deshalb, den Tod Shrans durch geschicktes Ausnutzen der Kampfregeln zu verhindern. Dadurch kommt die Allianz schließlich zustande. Eine Raumschiffflotte der Allianz schlägt das romulanische Schiff in die Flucht, von dem zuvor Tucker und Reed auf die Enterprise gebeamt werden konnten. |           |                                        |                              |                      |                                       |                  |                                                                |
| 90 | 14        | Die Aenar (3)                          | The Aenar (3)                | 11. Feb. 2005        | 14. Mai 2006                          | Mike Vejar       | André Bormanis; Idee: Manny Coto                               |
| Der Einsatz des prototypischen, ferngesteuerten Raumschiffs ist Teil eines romulanischen Vorhabens, Differenzen zwischen Andorianern und Tellariten zu verursachen. Weil die Menschen den Widerstand gegen die romulanische Bedrohung organisieren, schickt die romulanische Regierung nun zwei derartige Raumschiffe gegen die Enterprise aus. Sie werden mittels einer Telepräsenz-Einheit durch einen Aenar gesteuert, den die Romulaner wegen dessen telepathischer Fähigkeit dazu ausnutzen. Die Aenar sind eine friedliebende, weißhäutige, blinde, zurückgezogen lebende und telepathisch begabte Subspezies der Andorianer. Um mehr über die Beweggründe des Aenar zu erfahren, der für die Romulaner tätig ist, begeben sich Archer und Shran in die Heimat der Aenar, ein Eishöhlensystem auf Andoria. Von dort kehren sie mit Jhamel zurück, der Schwester des einst spurlos verschwundenen Aenars Gareb, der die Fernsteuerung bedient. Jhamel kann die Telepräsenz-Einheit bedienen, die die Enterprise-Crew unter Nutzung der von Tucker und Reed gewonnenen Erkenntnisse mittlerweile nachgebaut hat. Nach einem gescheiterten Verwendungsversuch schafft sie es, Gareb zu kontaktieren, der eines der romulanischen Schiffe das andere zerstören lässt; die Enterprise zerstört das zweite. Die Romulaner töten Gareb. – Archer akzeptiert widerwillig Tuckers Versetzungsgesuch auf die Columbia, das Schwesterschiff der Enterprise. Tucker hat sich sehr um T'Pol gesorgt, die unter hohem persönlichem Risiko die Telepräsenz-Einheit getestet hat, und möchte lieber auf einem Schiff dienen, auf dem er für niemanden starke Gefühle hegt. |           |                                        |                              |                      |                                       |                  |                                                                |
| 91 | 15        | Die Heimsuchung (1)                    | Affliction (1)               | 18. Feb. 2005        | 21. Mai 2006                          | Michael Grossman | Michael Sussman; Idee: Manny Coto                              |
| Während die Enterprise anlässlich der Fertigstellung ihres Schwesterschiffes Columbia bei der Erde ist und Tucker seinen Posten auf dem neuen Schiff antritt, lassen Klingonen Phlox zu einer ihrer Kolonien entführen. Er wird dort unter Androhung seiner Ermordung dazu gezwungen, ihnen beim Erschaffen eines Mittels gegen eine Seuche zu helfen, die einen Teil der Klingonen in der Kolonie befallen hat. Die Seuche existiert, weil ein klingonisches Experiment mit Augment-Embyronen gescheitert ist, und droht alle Klingonen zu töten. Einige der bei diesem Experiment geschaffenen Augments entern kurzzeitig die Enterprise und sabotieren dabei deren Computer so, dass er von einem klingonischen Unterprogramm infiltriert wird, durch das die Enterprise dazu gezwungen ist, ihr Flugtempo bis zum Äußersten zu erhöhen, um keinen Schaden zu nehmen. Reed ist unterdessen für die geheime Sternenflottenorganisation Sektion 31 tätig und behindert die Verfolgung von Phlox’ Spur durch das Verschweigen von Informationen. Nachdem die Crew sein doppeltes Spiel entdeckt hat, wird er von Archer suspendiert und unter Arrest gestellt. |           |                                        |                              |                      |                                       |                  |                                                                |
| 92 | 16        | Die Abweichung (2)                     | Divergence (2)               | 25. Feb. 2005        | 28. Mai 2006                          | David Barrett    | Judith und Garfield Reeves-Stevens                             |
| Phlox wird dazu gezwungen, zum Stoppen der Seuche die unvollkommenen klingonischen Augments zu perfektionieren. Insgeheim arbeitet er jedoch an einem Antivirus. Die Enterprise holt sich die Hilfe der Columbia und Tuckers, um ihren Warpkernbruch zu verhindern; die klingonischen Subroutinen können dadurch aus dem Computer gelöscht werden. Archer spricht mit Harris, Reeds Kontakt bei der Sektion 31, und zweifelt an dessen Aussage, der zufolge es der Sektion um die Stabilisierung des klingonischen Reiches gehe. Reed nennt, geplagt von Gewissensbissen, Archer die Koordinaten der klingonischen Kolonie, sodass die Enterprise dorthin fliegt. Es stellt sich heraus, dass Harris mit einem klingonischen General kooperiert, der die Kolonie zum Verhindern der Ausbreitung der Seuche zerstören möchte. Die Enterprise kann, unterstützt durch die Columbia, aber den klingonischen Beschuss der Ziele stoppen. Phlox gelingt es trotz des Beschusses, den Antivirus herzustellen. Damit werden die infizierten Klingonen geheilt. Tucker bleibt vorerst auf der Enterprise, um bei den Reparaturen zu helfen. |           |                                        |                              |                      |                                       |                  |                                                                |
| 93 | 17        | Die Verbindung                         | Bound                        | 15. Apr. 2005        | 4. Juni 2006                          | Allan Kroeker    | Manny Coto                                                     |
| Vorgeblich zur Verbesserung der Beziehungen zwischen der Sternenflotte und dem Orion-Syndikat verkauft das Syndikatsmitglied Harrad-Sar die Koordinaten eines Planeten mit umfangreichen Rohstoffvorkommen an Archer und schenkt ihm dazu noch drei attraktive Frauen. Während die Enterprise zwecks Prüfung der Koordinaten zum Planeten unterwegs ist, verführen die Frauen zunehmend die männlichen Crewmitglieder und instrumentalisieren Kelby, den vor Tuckers Rückkehr leitenden Ingenieur. Mit seiner Hilfe sabotieren sie den Warpantrieb, sodass dieser ausfällt und der baldige Angriff Harrad-Sars droht. Phlox diagnostiziert, dass ein Pheromon der Frauen bei den Männern zu einer starken Erhöhung des Adrenalinspiegels führt und diese dadurch wahnsinnig und draufgängerisch werden, während die weiblichen Besatzungsmitglieder Kopfschmerzen bekommen und antriebslos werden. Tucker wegen seiner Beziehung zu T’Pol und diese wegen ihrer vulkanischen Spezieszugehörigkeit sind nicht von der körperlichen Veränderung betroffen. So können sie die Bemühungen Harrad-Sars und der Frauen stoppen, die Enterprise zu Orion-Marodeuren zu schleppen, die Archer nach dem Leben trachten. Die Frauen verlassen das Schiff. – Als T’Pol Tucker mit einem Kuss zu überreden versucht, auf der Enterprise zu bleiben, verrät der, dass er seine Rückversetzung von der Columbia schon beantragt hat. |           |                                        |                              |                      |                                       |                  |                                                                |
| 94 | 18        | Die dunkle Seite des Spiegels – Teil 1 | In a Mirror, Darkly, Part I  | 22. Apr. 2005        | 11. Juni 2006                         | James L. Conway  | Michael Sussman                                                |
| Beim ersten Kontakt der Menschen mit den Vulkaniern 2063 überfallen Cochrane und seine Anhänger die Vulkanier, sodass die Geschichte einen abweichenden, kriegerischeren Verlauf nimmt. Im 22. Jahrhundert möchte sich Archer mit der Crew der Enterprise tholianische Technologie aneignen. Weil der Enterprise-Captain Forrest anderer Meinung ist, zettelt Archer als erster Offizier eine Meuterei gegen ihn an, in deren Folge er das Kommando übernimmt. Durch das Foltern eines gefangen genommenen Tholianers gewinnt er die Koordinaten des Standortes eines in tholianischer Hand befindlichen Schiffes, das aus einem Paralleluniversum stammt. Dorthin unterwegs, befreit ein von T’Pol geführtes Team Forrest aus dem Gefängnis; Forrest übernimmt wieder das Kommando. Nachdem Forrest vom Sternenflottenkommando erfahren hat, dass dieses Archers Plan unterstützt, stellt er Archer wieder als seinen ersten Offizier ein. Die Enterprise trifft bei der Raumstation ein, die sich an den genannten Koordinaten befindet. Während ein von Archer geführtes Außenteam das daran angedockte Raumschiff untersucht, bei dem es sich um die ca. 100 Jahre aus der Zukunft und dem Paralleluniversum stammende USS Defiant handelt, wird die Enterprise von Tholianern in einem Gitternetz gefangen genommen, beschossen und mit Forrest an Bord zerstört. |           |                                        |                              |                      |                                       |                  |                                                                |
| 95 | 19        | Die dunkle Seite des Spiegels – Teil 2 | In a Mirror, Darkly, Part II | 29. Apr. 2005        | 18. Juni 2006                         | Marvin V. Rush   | Michael Sussman; Idee: Manny Coto                              |
| Archer lässt die Defiant aus der Raumstation fliegen und Kurs zur Angriffsflotte des Imperiums setzen, um diese im Krieg gegen die Rebellen zu unterstützen. Die Crew gelangt nach einem Katz-und-Maus-Spiel im Defiant-Inneren wieder an die von einem feindlichen Reptil gestohlenen Plasmaregler. Weil Archer ehrgeizig ist und die Führer des Imperiums für korrupt und zu schwach im Kampf gegen die Rebellen hält, beansprucht er die Rolle des Imperators für sich. Zudem will er das Imperium von fremden Spezies säubern und vernichtet dazu andorianische, tellaritische und vulkanische Rebellenschiffe. Er tötet Admiral Black, der das Sternenflottenschiff Avenger kommandiert hat und ihm die Defiant nehmen wollte. T’Pol führt einen Aufstand der vom Imperium unterdrückten Spezies zusammen mit dem Vulkanier Soval und später auch Phlox an. Dazu retten sie sich auf die Avenger. Nachdem T’Pol daraufhin durch Archers Gefolgschaft verhaftet wurde, lässt dieser die Avenger zerstören. Während des Weiterfluges der Defiant wird Archer durch seine Geliebte Sato ermordet, die sich sodann zur neuen Imperatorin erklärt. |           |                                        |                              |                      |                                       |                  |                                                                |
| 96 | 20        | Dämonen (1)                            | Demons (1)                   | 6. Mai 2005          | 25. Juni 2006                         | LeVar Burton     | Manny Coto                                                     |
| Die Enterprise-Führungsoffiziere wohnen in San Francisco der Bekanntgabe der Absicht von Menschen, Vulkaniern, Tellariten und Andorianern bei, eine interplanetare Koalition zu bilden. Plötzlich stürzt eine Frau namens Susan Khouri herein und übergibt kurz vor ihrem Tod T’Pol eine Ampulle mit einem Haar, das von einem bislang unbekannten Baby T’Pols und Tuckers stammt. Einem Tipp der Sektion 31 folgend, verfolgt die Enterprise-Crew die Spur des Kindes zurück bis zu der auf dem Mond gelegenen Bergbaustation Orpheus, die zugleich Hauptquartier der isolationistischen, fremdenfeindlichen Menschengruppierung Terra Prime ist. Von dort war Khouri kürzlich geflohen, nachdem sie entgegen der Absicht des Terra-Prime-Anführers Paxton Gefühle für das Baby entwickelt hatte. T’Pol und Tucker lassen sich in die Station einschleusen und geraten dort in die Gefangenschaft Paxtons. In ihrem Beisein lässt er die Station vom Mond bis auf den Mars fliegen und die dortige Verteron-Phalanx einnehmen. Mit der Gewalt über die Phalanx verkündet er seine Forderung, dass alle nichtmenschlichen Wesen das Sonnensystem verlassen. – Auf der Enterprise konfrontiert Archer die vorgeblich als Journalistin tätige Gannet Brooks, die eine frühere Beziehung mit Mayweather wieder aufgenommen hat, mit dem Vorwurf, Terra-Prime-Spionin zu sein. |           |                                        |                              |                      |                                       |                  |                                                                |
| 97 | 21        | Terra Prime (2)                        | Terra Prime (2)              | 13. Mai 2005         | 2. Juli 2006                          | Marvin V. Rush   | Manny Coto, Judith und Garfield Reeves-Stevens, André Bormanis |
| In seinem Rundruf präsentiert Paxton das Hybrid-Baby als Beispiel für die von ihm abgelehnte „Mischung“ der menschlichen Rasse mit außerirdischen Rassen; damit spricht er sich auch gegen die angestrebte Koalition der Planeten aus. Das Kind hatte Paxton in seiner Klinik einst klonen lassen. Ein von Archer geführtes Außenteam der Enterprise begibt sich mit einer Fähre im Schutz des Schweifs eines Kometen auf den Mars und gelangt in die Verteron-Phalanx, die Paxton nach Ablauf seines Ultimatums zur Zerstörung des Sternenflottenhauptquartiers einzusetzen plant. Zwar schafft es das Team mit Tuckers Hilfe, Paxton zu überwältigen, jedoch kann dieser den Beschuss starten. Tucker hat die Zieleinrichtung allerdings noch geringfügig stören können, so dass der Beschuss den Pazifik vor San Francisco trifft und keinen Schaden anrichtet. Durch diese Ereignisse wird die Konferenz zur Schaffung der interplanetaren Koalition zunächst auf unbestimmte Zeit verschoben, aber nach einer mitreißenden Rede Archers wieder aufgenommen. – Wegen eines technischen Fehlers beim Klonen stirbt T'Pols und Tuckers Baby. – Es stellt sich heraus, dass Brooks keine Spionin ist, sondern dem Geheimdienst der Sternenflotte angehört. Ein Enterprise-Fähnrich hatte im Auftrag Terra Primes die Fähre des Außenteams sabotiert. Nach seiner Enttarnung tötet er sich selbst. |           |                                        |                              |                      |                                       |                  |                                                                |
| 98 | 22        | Dies sind die Abenteuer                | These Are the Voyages…       | 13. Mai 2005         | 9. Juli 2006                          | Allan Kroeker    | Rick Berman, Brannon Braga                                     |
| Etwa im Jahr 2370 lässt Commander Riker auf der Enterprise D ein Holodeckprogramm ablaufen, das die letzte Reise der NX-01 Enterprise zeigt. Das Programm dient Riker im Rahmen einer Konsultation bei Troi zur Entscheidungsfindung, ob er Captain Picard über den von Sternenflottenmitgliedern einst vertuschten Tod von 71 Crewmitgliedern des Raumschiffs Pegasus informieren sollte. Im Jahr 2161 ist die Enterprise unter Captain Archer unterwegs zur Erde, wo er bei der Gründungszeremonie der Vereinten Föderation der Planeten als wichtiger Redner vorgesehen ist. Archer kann dem mittlerweile als kriminell geltenden Shran die Erfüllung eines Gefallens nicht verwehren, der die Rettung seiner entführten jungen Tochter beinhaltet. Ein Außenteam um Shran und Archer rettet die Tochter aus der Hand der Entführer, jedoch betrügt Shran die Entführer, indem er mit einem gefälschten Edelstein bezahlt. Nachdem das Außenteam zur NX-01 Enterprise zurückgekehrt ist, entern die einstigen Entführer das Schiff, um sich an Shran zu rächen. Tucker vereitelt den Racheakt, indem er eine Explosion auslöst, die die Enterer und ihn selbst tötet. Damit verhindert er auch, dass Archer von den Enterern getötet wird, damit dieser wie geplant an der Zeremonie teilnehmen kann. Archer hält schließlich seine Rede und Riker entscheidet sich dafür, Picard zu informieren. |           |                                        |                              |                      |                                       |                  |                                                                |